# بریونت (خواننده)
بریونت (انگلیسی: Brunette; ارمنی: Բրյունետ) با نام اصلی الن یِرِمیان (ارمنی: Էլեն Երեմյան؛ انگلیسی: Elen Yeremyan؛ زاده ۲۷ مهٔ ۲۰۰۱) خواننده و ترانه‌سرا ارمنستانی است.او نماینده ارمنستان در یوروویژن ۲۰۲۳ بود.

## زندگی‌نامه
وی در ۲۷ مه ۲۰۰۱ در ایروان به دنیا آمد 